# Cazimir Teodorcic
Cazimir Teodorcic (n. 6 septembrie 1891, Odessa, Imperiul Rus – d. 7 iunie 1968, Moscova, RSFS Rusă, URSS) a fost fizician remarcabil, unul dintre creatorii fizicii oscilațiilor neliniare, profesor universitar la Moscova, șeful și fondatorul catedrei de oscilații a facultății de fizică a Universității din Moscova.

## Biografie
Cazimir Teodorcic și-a petrecut copilăria la Chișinău, unde tatăl său Franz Anton Teodorcic (Teodorczik), polonez de origine, lucra secretar al Biroului gubernial de statistică. Mama Liudmila Iuliu (1860- 1910), născută Domkewicz s-a născut la Cracovia, a decedat la vârsta de 50 de ani. Kazimir a absolvit gimnaziul N.2 în anul 1911 cu medalie de argint. În același an a fost admis la Universitatea Novorossiisk din Odesa și după un an de studii se transferă la facultatea de fizică și matematică a Universitații din Moscova, pe care o absolvă în anul 1915 cu dimplomă de gradul I. În același an s-a căsătorit cu Eugenia Sigalova,fiica lui Alfred Sigalov, catolică, cu permisiunea rectorului Universității din Moscova. În anul 1915-1916 a predat matematica la o școală din Crimeea (Orehovo), în anii ulteriori 1916-1919 a lucrat la fabrica de aparate de telefonie de la zemstva din Moscova (șef al laboratorului de măsurători, șef al secției de asamblare). Din 1919 trece la catedra de fizică a facultatății de fizică și matematică a Universității din Moscova. În anul 1922 este ales membru al Insitutului de fizică și cristalografie de pe lângă Universitatea din Moscova.  În anul 1926 este ales asistent, privat-docent la cabinetul de fizică a facultății de fizică și matematică a Universității din Moscova. În 1929 este reales în același post. În anul 1931 este ales Membru al Institutului de fizică de pe lângă Facultatea de fizică și profesor al catedrei de oscilații al noii facultăți, separate din cadrul facultății de fizică și matematică.   În anul 1935 este confirmat de Comisia superioară de atestare de pe lângă Consiliul de Miniștri a URSS în grad de doctor în științe fizico-matematice și profesor universitar.  Între anii 1939 - 1956 a fost profesor, șef al catedrei de oscilații al facultății de fzică. În anii 1941-1943 s-a aflat în evacuație la Așhabad și Sverdlovsk (Ecaterinburg). În anii 1949-1953 a fost membru al Comisiei pentru utilaj la construcția clădirii noi a Universității de pe Colinele Vorob'ev (pe atunci Lenin). În anul 1956 se retrage din funcția de șef de catedră, propunându-l pe profesorul V.V. Migulin.  A decedat la vârsta de 76 de ani. Este înmormâtat la Cimitirul Vagankovski din Moscova.

## Activitatea științifică și didactică
În anii deceniului 2 și trei ai sec. XX fizica la printre figurile ilustre de fizicieni de la Universitatea din Moscova se numărau Leonid Mandelștam și Igor Tamm. Universitatea era plasată în centrul orașului Moscova, unde și în prezent există a clădire, casa de cultură universitară, Observatorul astronomic de la Krasnaia Presnia, însă avea doar facultate de fizică și matematică. În anul 1931 activitățile de fizică și matematică au fost  extinse , astfel, că au apărut două facultăți aparte: a)de fizică și b)mecanică  și matematică. În cadrul facultății de fizică a fost înființat Institutul de fizică, care întrunea cadrele cu preocupări științifice. Decanul facultății de fizică Boris Gessen și unul dintre fizicienii de mare talent Alexandru Adolfovici Vitt au fost represați în 1935 și 1937 respectiv de către NKVD.  Catedra de oscilații, înființată în acești ani cumpliți a întrunit mai mulți specialiști de valoare, între care și Cazimir Teodorcic. Preocupările principale științifice ale Profesorului Teodorcic au fost  oscilațiile neliniare.

## Opera
- În anul 1944 îi apare prima ediție a cărții "Sisteme autooscilante", care a suferit 3 ediții.
- În anul 1960 apare monografia " Metoda construcției traiectoriilor rădăcinilor sistemelor  liniare  și a determinării calitative a tipurilor de traiectorii" (în colaborare cu G.A. Bendrikov, Editura AȘ din URSS).În anul 1964 apare a doua ediție a cărții.
- 88 de articole științifice publicate (fără coautor).